# Alex Král
Alex Král (Košice, 19 maggio 1998) è un calciatore ceco, centrocampista o difensore dell'Espanyol, in prestito dall'Union Berlino, e della nazionale ceca.
Nell'estate del 2019 viene indicato dall'UEFA come uno dei cinquanta giovani più promettenti per la stagione 2019-2020.

## Caratteristiche tecniche
È un centrocampista completo, capace di giocare sia da mediano che in posizioni più offensive; può essere utilizzato anche da difensore centrale. È abile nell'impostazione del gioco e nel recupero dei palloni, oltre che nel colpo di testa e nei tackle; fisicamente simile a David Luiz, per le sue caratteristiche tecniche è stato paragonato a Sven Bender e Nemanja Matić.

## Carriera

### Club
Cresciuto nelle giovanili dello Slavia Praga, il 21 febbraio 2017 viene acquistato dal Teplice, club con cui muove i primi passi dei professionisti.
Il 1º febbraio 2019 fa ritorno allo Slavia Praga.
Il 29 agosto 2019 viene acquistato dallo Spartak Mosca.
Il 31 agosto 2021 viene ceduto in prestito al West Ham Utd.
Dopo avere trovato poco spazio con gli hammers, il 14 luglio 2022 viene ceduto (anche questa volta a titolo temporaneo) allo Schalke 04.
Il 2 giugno 2023 viene ceduto nuovamente in prestito, questa volta all'Union Berlino.

### Nazionale
Dopo avere rappresentato le selezioni giovanili ceche, nel marzo 2019 viene convocato per la prima volta in nazionale maggiore, con cui esordisce il 26 del medesimo mese nella sconfitta in amichevole contro il Brasile (1-3).
Nel 2021 è stato convocato per Euro 2020 (competizione posticipata di un anno a causa della pandemia da COVID-19).

## Statistiche

### Presenze e reti nei club
Statistiche aggiornate al 12 dicembre 2023
| Stagione             | Squadra              | Campionato           | Campionato | Campionato | Coppe nazionali | Coppe nazionali | Coppe nazionali | Coppe continentali | Coppe continentali | Coppe continentali | Altre coppe | Altre coppe | Altre coppe | Totale | Totale |
| Stagione             | Squadra              | Comp                 | Pres       | Reti       | Comp            | Pres            | Reti            | Comp               | Pres               | Reti               | Comp        | Pres        | Reti        | Pres   | Reti   |
| -------------------- | -------------------- | -------------------- | ---------- | ---------- | --------------- | --------------- | --------------- | ------------------ | ------------------ | ------------------ | ----------- | ----------- | ----------- | ------ | ------ |
| feb.-giu. 2017       | Teplice              | 1L                   | 3          | 0          | MC              | -               | -               | -                  | -                  | -                  | -           | -           | -           | 3      | 0      |
| 2017-2018            | Teplice              | 1L                   | 23         | 1          | MC              | 3               | 1               | -                  | -                  | -                  | -           | -           | -           | 26     | 2      |
| 2018-gen.2019        | Teplice              | 1L                   | 17         | 0          | MC              | 2               | 1               | -                  | -                  | -                  | -           | -           | -           | 16     | 1      |
| Totale Teplice       | Totale Teplice       | Totale Teplice       | 43         | 1          |                 | 5               | 1               |                    | -                  | -                  |             | -           | -           | 48     | 1      |
| feb.-giu. 2019       | Slavia Praga         | 1L                   | 12         | 0          | MC              | 3               | 0               | UEL                | 6                  | 1                  | -           | -           | -           | 6      | 1      |
| lug.-ago. 2019       | Slavia Praga         | 1L                   | 6          | 0          | MC              | 0               | 0               | UCL                | 2                  | 0                  | SCS         | 1           | 0           | 9      | 1      |
| Totale Slavia Praga  | Totale Slavia Praga  | Totale Slavia Praga  | 18         | 0          |                 | 3               | 0               |                    | 8                  | 1                  |             | 1           | 0           | 30     | 1      |
| set. 2019-2020       | Spartak Mosca        | PL                   | 19         | 0          | CR              | 4               | 0               | -                  | -                  | -                  | -           | -           | -           | 23     | 0      |
| 2020-2021            | Spartak Mosca        | PL                   | 29         | 0          | CR              | 1               | 0               | -                  | -                  | -                  | -           | -           | -           | 30     | 0      |
| lug.-ago. 2021       | Spartak Mosca        | PL                   | 5          | 0          | CR              | 0               | 0               | UCL                | 2                  | 0                  | -           | -           | -           | 7      | 0      |
| Totale Spartak Mosca | Totale Spartak Mosca | Totale Spartak Mosca | 53         | 0          |                 | 5               | 0               |                    | 2                  | 0                  |             | -           | -           | 60     | 0      |
| ago. 2021-2022       | West Ham Utd         | PL                   | 1          | 0          | FACup+CdL       | 1+1             | 0               | UEL                | 3                  | 0                  | -           | -           | -           | 6      | 0      |
| 2022-2023            | Schalke 04           | B                    | 29         | 0          | CdL             | 2               | 0               | -                  | -                  | -                  | -           | -           | -           | 31     | 0      |
| 2023-2024            | Union Berlino        | BL                   | 24         | 0          | CG              | 2               | 0               | UCL                | 6                  | 1                  | -           | -           | -           | 32     | 1      |
| Totale carriera      | Totale carriera      | Totale carriera      | 168        | 1          |                 | 19              | 1               |                    | 19                 | 2                  |             | 1           | 0           | 207    | 5      |

### Cronologia presenze e reti in nazionale
| Cronologia completa delle presenze e delle reti in nazionale ― Rep. Ceca | Cronologia completa delle presenze e delle reti in nazionale ― Rep. Ceca | Cronologia completa delle presenze e delle reti in nazionale ― Rep. Ceca | Cronologia completa delle presenze e delle reti in nazionale ― Rep. Ceca | Cronologia completa delle presenze e delle reti in nazionale ― Rep. Ceca | Cronologia completa delle presenze e delle reti in nazionale ― Rep. Ceca | Cronologia completa delle presenze e delle reti in nazionale ― Rep. Ceca | Cronologia completa delle presenze e delle reti in nazionale ― Rep. Ceca |
| Data                                                                     | Città                                                                    | In casa                                                                  | Risultato                                                                | Ospiti                                                                   | Competizione                                                             | Reti                                                                     | Note                                                                     |
| ------------------------------------------------------------------------ | ------------------------------------------------------------------------ | ------------------------------------------------------------------------ | ------------------------------------------------------------------------ | ------------------------------------------------------------------------ | ------------------------------------------------------------------------ | ------------------------------------------------------------------------ | ------------------------------------------------------------------------ |
| 26-3-2019                                                                | Praga                                                                    | Rep. Ceca                                                                | 1 – 3                                                                    | Brasile                                                                  | Amichevole                                                               | -                                                                        | 69’                                                                      |
| 7-6-2019                                                                 | Praga                                                                    | Rep. Ceca                                                                | 2 – 1                                                                    | Bulgaria                                                                 | Qual. Euro 2020                                                          | -                                                                        |                                                                          |
| 10-6-2019                                                                | Olomouc                                                                  | Rep. Ceca                                                                | 3 – 0                                                                    | Montenegro                                                               | Qual. Euro 2020                                                          | -                                                                        |                                                                          |
| 7-9-2019                                                                 | Pristina                                                                 | Kosovo                                                                   | 2 – 1                                                                    | Rep. Ceca                                                                | Qual. Euro 2020                                                          | -                                                                        | 72’                                                                      |
| 10-9-2019                                                                | Podgorica                                                                | Montenegro                                                               | 0 – 3                                                                    | Rep. Ceca                                                                | Qual. Euro 2020                                                          | -                                                                        |                                                                          |
| 11-10-2019                                                               | Praga                                                                    | Rep. Ceca                                                                | 2 – 1                                                                    | Inghilterra                                                              | Qual. Euro 2020                                                          | -                                                                        |                                                                          |
| 14-10-2019                                                               | Praga                                                                    | Rep. Ceca                                                                | 2 – 3                                                                    | Irlanda del Nord                                                         | Amichevole                                                               | 1                                                                        |                                                                          |
| 14-11-2019                                                               | Plzeň                                                                    | Rep. Ceca                                                                | 2 – 1                                                                    | Kosovo                                                                   | Qual. Euro 2020                                                          | 1                                                                        |                                                                          |
| 17-11-2019                                                               | Sofia                                                                    | Bulgaria                                                                 | 1 – 0                                                                    | Rep. Ceca                                                                | Qual. Euro 2020                                                          | -                                                                        | 71’                                                                      |
| 4-9-2020                                                                 | Bratislava                                                               | Slovacchia                                                               | 1 – 3                                                                    | Rep. Ceca                                                                | UEFA Nations League 2020-2021 - 1º Turno                                 | -                                                                        |                                                                          |
| 7-10-2020                                                                | Larnaca                                                                  | Cipro                                                                    | 1 – 2                                                                    | Rep. Ceca                                                                | Amichevole                                                               | -                                                                        | 61’                                                                      |
| 11-10-2020                                                               | Haifa                                                                    | Israele                                                                  | 1 – 2                                                                    | Rep. Ceca                                                                | UEFA Nations League 2020-2021 - 1º Turno                                 | -                                                                        |                                                                          |
| 14-10-2020                                                               | Glasgow                                                                  | Scozia                                                                   | 1 – 0                                                                    | Rep. Ceca                                                                | UEFA Nations League 2020-2021 - 1º Turno                                 | -                                                                        | 77’                                                                      |
| 11-11-2020                                                               | Lipsia                                                                   | Germania                                                                 | 1 – 0                                                                    | Rep. Ceca                                                                | Amichevole                                                               | -                                                                        |                                                                          |
| 15-11-2020                                                               | Plzeň                                                                    | Rep. Ceca                                                                | 1 – 0                                                                    | Israele                                                                  | UEFA Nations League 2020-2021 - 1º Turno                                 | -                                                                        |                                                                          |
| 18-11-2020                                                               | Plzeň                                                                    | Rep. Ceca                                                                | 2 – 0                                                                    | Slovacchia                                                               | UEFA Nations League 2020-2021 - 1º Turno                                 | -                                                                        |                                                                          |
| 4-6-2021                                                                 | Bologna                                                                  | Italia                                                                   | 4 – 0                                                                    | Rep. Ceca                                                                | Amichevole                                                               | -                                                                        |                                                                          |
| 8-6-2021                                                                 | Praga                                                                    | Rep. Ceca                                                                | 3 – 1                                                                    | Albania                                                                  | Amichevole                                                               | -                                                                        | 64’                                                                      |
| 14-6-2021                                                                | Glasgow                                                                  | Scozia                                                                   | 0 – 2                                                                    | Rep. Ceca                                                                | Euro 2020 - 1º Turno                                                     | -                                                                        | 67’                                                                      |
| 18-6-2021                                                                | Glasgow                                                                  | Croazia                                                                  | 1 – 1                                                                    | Rep. Ceca                                                                | Euro 2020 - 1º Turno                                                     | -                                                                        | 63’                                                                      |
| 22-6-2021                                                                | Londra                                                                   | Rep. Ceca                                                                | 0 – 1                                                                    | Inghilterra                                                              | Euro 2020 - 1º Turno                                                     | -                                                                        | 64’                                                                      |
| 27-6-2021                                                                | Budapest                                                                 | Paesi Bassi                                                              | 0 – 2                                                                    | Rep. Ceca                                                                | Euro 2020 - Ottavi di finale                                             | -                                                                        | 86’                                                                      |
| 2-9-2021                                                                 | Vitkovice                                                                | Rep. Ceca                                                                | 1 – 0                                                                    | Bielorussia                                                              | Qual. Mondiali 2022                                                      | -                                                                        | 63’                                                                      |
| 5-9-2021                                                                 | Bruxelles                                                                | Belgio                                                                   | 3 – 0                                                                    | Rep. Ceca                                                                | Qual. Mondiali 2022                                                      | -                                                                        | 76’                                                                      |
| 8-9-2021                                                                 | Plzeň                                                                    | Rep. Ceca                                                                | 1 – 1                                                                    | Ucraina                                                                  | Amichevole                                                               | -                                                                        | 73’                                                                      |
| 8-10-2021                                                                | Praga                                                                    | Rep. Ceca                                                                | 2 – 2                                                                    | Galles                                                                   | Qual. Mondiali 2022                                                      | -                                                                        | 83’                                                                      |
| 11-10-2021                                                               | Kazan'                                                                   | Bielorussia                                                              | 0 – 2                                                                    | Rep. Ceca                                                                | Qual. Mondiali 2022                                                      | -                                                                        | 90’                                                                      |
| 11-11-2021                                                               | Olomouc                                                                  | Rep. Ceca                                                                | 7 – 0                                                                    | Kuwait                                                                   | Amichevole                                                               | -                                                                        | 61’                                                                      |
| 16-11-2021                                                               | Praga                                                                    | Rep. Ceca                                                                | 2 – 0                                                                    | Estonia                                                                  | Qual. Mondiali 2022                                                      | -                                                                        | 60’                                                                      |
| 9-6-2022                                                                 | Lisbona                                                                  | Portogallo                                                               | 2 – 0                                                                    | Rep. Ceca                                                                | UEFA Nations League 2022-2023 - 1º Turno                                 | -                                                                        | 80’                                                                      |
| 12-6-2022                                                                | Malaga                                                                   | Spagna                                                                   | 2 – 0                                                                    | Rep. Ceca                                                                | UEFA Nations League 2022-2023 - 1º Turno                                 | -                                                                        | 30’                                                                      |
| 24-9-2022                                                                | Praga                                                                    | Rep. Ceca                                                                | 0 – 4                                                                    | Portogallo                                                               | UEFA Nations League 2022-2023 - 1º Turno                                 | -                                                                        |                                                                          |
| 16-11-2022                                                               | Olomouc                                                                  | Rep. Ceca                                                                | 5 – 0                                                                    | Fær Øer                                                                  | Amichevole                                                               | -                                                                        |                                                                          |
| 19-11-2022                                                               | Gaziantep                                                                | Turchia                                                                  | 2 – 1                                                                    | Rep. Ceca                                                                | Amichevole                                                               | -                                                                        |                                                                          |
| 24-3-2023                                                                | Praga                                                                    | Rep. Ceca                                                                | 3 – 1                                                                    | Polonia                                                                  | Qual. Euro 2024                                                          | -                                                                        |                                                                          |
| 17-6-2023                                                                | Tórshavn                                                                 | Fær Øer                                                                  | 0 – 3                                                                    | Rep. Ceca                                                                | Qual. Euro 2024                                                          | -                                                                        | 89’                                                                      |
| 7-9-2023                                                                 | Praga                                                                    | Rep. Ceca                                                                | 1 – 1                                                                    | Albania                                                                  | Qual. Euro 2024                                                          | -                                                                        |                                                                          |
| 17-11-2023                                                               | Varsavia                                                                 | Polonia                                                                  | 1 – 1                                                                    | Rep. Ceca                                                                | Qual. Euro 2024                                                          | -                                                                        | 90+1’                                                                    |
| 20-11-2023                                                               | Olomouc                                                                  | Rep. Ceca                                                                | 3 – 0                                                                    | Moldavia                                                                 | Qual. Euro 2024                                                          | -                                                                        | 58’                                                                      |
| 7-9-2024                                                                 | Tbilisi                                                                  | Georgia                                                                  | 4 – 1                                                                    | Rep. Ceca                                                                | UEFA Nations League 2024-2025 - 1º turno                                 | -                                                                        | 38’ 46’                                                                  |
| 10-9-2024                                                                | Praga                                                                    | Rep. Ceca                                                                | 3 – 2                                                                    | Ucraina                                                                  | UEFA Nations League 2024-2025 - 1º turno                                 | -                                                                        | 89’                                                                      |
| 11-10-2024                                                               | Praga                                                                    | Rep. Ceca                                                                | 2 – 0                                                                    | Albania                                                                  | UEFA Nations League 2024-2025 - 1º turno                                 | -                                                                        | 90+2’                                                                    |
| 19-11-2024                                                               | Olomouc                                                                  | Rep. Ceca                                                                | 2 – 1                                                                    | Georgia                                                                  | UEFA Nations League 2024-2025 - 1º turno                                 | -                                                                        | 75’                                                                      |
| 22-3-2025                                                                | Hradec Králové                                                           | Rep. Ceca                                                                | 2 – 1                                                                    | Fær Øer                                                                  | Qual. Mondiali 2026                                                      | -                                                                        | 61’                                                                      |
| 25-3-2025                                                                | Faro                                                                     | Gibilterra                                                               | 0 – 4                                                                    | Rep. Ceca                                                                | Qual. Mondiali 2026                                                      | -                                                                        | 63’                                                                      |
| 6-6-2025                                                                 | Plzeň                                                                    | Rep. Ceca                                                                | 2 – 0                                                                    | Montenegro                                                               | Qual. Mondiali 2026                                                      | -                                                                        | 90’                                                                      |
| 9-6-2025                                                                 | Osijek                                                                   | Croazia                                                                  | 5 – 1                                                                    | Rep. Ceca                                                                | Qual. Mondiali 2026                                                      | -                                                                        | 77’                                                                      |
| Totale                                                                   |                                                                          | Presenze                                                                 | 47                                                                       |                                                                          | Reti                                                                     | 2                                                                        |                                                                          |

## Palmarès

### Club

#### Competizioni nazionali
- Campionato ceco: 1

Slavia Praga: 2018-2019
- Coppa della Repubblica Ceca: 1

Slavia Praga: 2018-2019